# 護旗隊

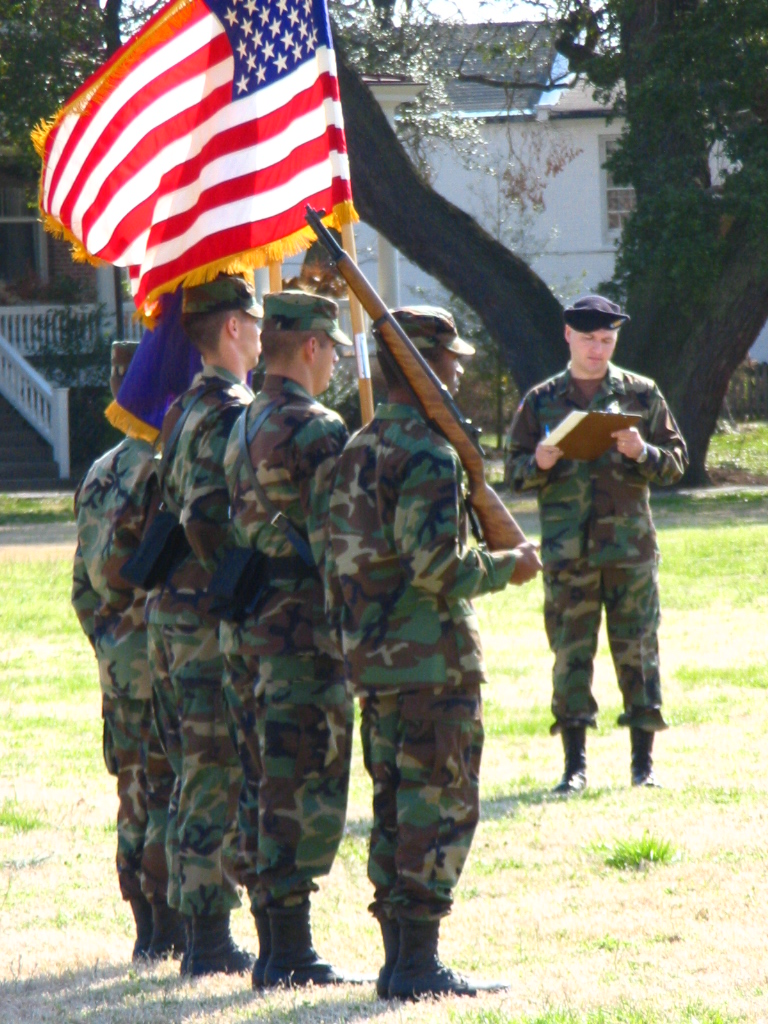
潘興步槍隊的護旗隊

護旗隊（英語：Color Guard, Colour Guard）在軍事傳統和禮儀中，是指守護軍旗、戎旗和軍團旗的衛隊。一般指派初級軍官為這項義務的掌旗官（Ensign，少尉軍階），資深士官為這項義務的掌旗軍士（Colour sergeants，cygavscygvascguc軍階）。在英聯邦國家的禮儀中，另外會有團軍士長（Regimental sergeant major，準尉軍階）配戴軍刀或步槍護送軍旗。

## 另見
- 軍旗敬禮分列式
- 执旗手
- 儀仗隊
- 移交指揮權（英语：Change of command (military)）